# Jacuzzi (singolo)
Jacuzzi è un singolo della cantante colombiana Greeicy e della cantante brasiliana Anitta, pubblicato il 26 ottobre 2018 come terzo estratto dal primo album in studio di Greeicy Baila.

## Video musicale
Il video musicale è stato reso disponibile il 26 ottobre 2018, in concomitanza con l'uscita del brano.

## Tracce
Testi e musiche di Greeicy Rendón, David Jesus Tovar Fernandez, Francisco Javier Santofimio Ceballos, Leonardo Gutierrez Cáceres Pacheco e Rafael Regginalds Aponte.
1. Jacuzzi – 3:03

## Formazione
- Greeicy – voce
- Anitta – voce
- Frank Santofimio – produzione
- Mario Cáceres – produzione
- Reggi El Autentico – produzione

## Classifiche
| Classifica (2018) | Posizione massima |
| ----------------- | ----------------- |
| Argentina         | 93                |